# Estuaire du Taz
Pour les articles homonymes, voir Taz.
L'estuaire du Taz (en russe : Тазовская губа) est un long golfe formé par le Taz. Il est constitué  d'un estuaire qui débute à 15 km au nord-nord-est de la ville de Tazovski et prend fin au golfe de l'Ob, un espace de la mer de Kara. Sa longueur est de 330 km et sa largeur va de 7 km à 43 km. Il est classé comme l'un des plus grands estuaires du monde.
Il débute aux bouches du Taz et du Pour à  une latitude de 67° 33', suit ensuite une direction globale sud-est/nord-ouest, et s'étend de part et d'autre du 77e méridien est jusqu'au 69e parallèle nord à sa jonction avec le golfe de l'Ob, dont il constitue une ramification.
La compagnie russe Gazprom investit dans l'expansion de la production du gaz dans la zone de l'estuaire où sont supposées de grosses réserves.
Le biologiste et explorateur russe Alexander von Middendorff a découvert un mammouth congelé près de l'estuaire de Taz. Le corps du mammouth a été transporté à Saint-Pétersbourg en 1866.